# Cómo conseguir chicas
Cómo conseguir chicas es el quinto álbum de estudio en solitario del músico argentino Charly García. Fue editado y producido por Charly García y Joe Blaney. Fue grabado entre octubre y noviembre de 1988 en los Estudios ION y Panda (Buenos Aires) y Electric Lady (Nueva York), y lanzado el 5 de marzo de 1989.

## Antecedentes y grabación
Cómo conseguir chicas es un trabajo de recopilación de canciones sueltas que García, por diversos motivos (no estaban terminadas, o no cuadraban en la estructura del álbum), nunca había grabado.
Según dijo Charly García en una entrevista a Jaime Bayly en 1997 "Como conseguir chicas" fue su mejor álbum.
- «Zocacola» la venía tocando en forma instrumental desde las presentaciones de Yendo de la cama al living (1982)
- «Ella es bailarina» (de La Máquina de Hacer Pájaros)
- «Suicida» (que iba a integrar Parte de la religión)
- «Shisyastawuman» (de la época de Sui Generis)
- «Anhedonia» (Tema inédito de   Música del alma)

García siempre tuvo facilidad para el idioma inglés. Incluso iba a grabar este disco íntegramente en inglés.[cita requerida] Sin embargo, el productor Joe Blaney le manifestó a García que la contundencia de algunas letras disminuía al traducirlas al inglés.[cita requerida] Por ese motivo quedó fuera del disco «Lo que ves es lo que hay».[cita requerida] Por otro lado se decidió incluir una canción en inglés en este disco. De allí quedó el título de esta canción, originalmente «No toquen (sin cospel)» pasó a tener otra letra, en castellano, con otro sentido.
En «Zocacola» invitó al cantante de los Paralamas, Herbert Vianna. García siempre tuvo una excelente relación con la banda brasileña Os Paralamas, que ya había quedado plasmada dos años antes en el «Rap de las hormigas» (del álbum Parte de la religión). Con respecto a la joven brasileña Zoca ―a quien está dedicada la canción― Charly García la conoció en 1977, mientras él y David Lebón creaban la súperbanda Serú Girán en Búzios. García y Zoca se enamoraron en seguida. Ella se vino con él a Buenos Aires y estuvieron juntos hasta 1990. 
Para «No me verás en el subte», García contó con L. Shankar, violinista del músico británico Peter Gabriel, al que había conocido en el festival de apoyo a Amnesty International en 1988.
«Anhedonia» es una canción de amor que se refiere a la incapacidad de experimentar placer, pérdida de interés o satisfacción en casi todas las actividades, uno de los síntomas o indicadores más claros de la depresión. Existe una versión temprana de esta canción, titulada "el amor te cambia tanto". Fue tocada en el recital conocido como "Festival del amor" de 1977. También existe una grabación de este tema, con el que finalizó dicho festival, pero no es muy apreciable dado que se escuchan más fuerte los silbidos del público que la música.[cita requerida]

## Lista de canciones
Todas las canciones escritas y compuestas por Charly García, excepto donde se indica. 
| N.º   | Título                             | Duración |  |
| 1.    | «No toquen»                        | 3:29     |  |
| 2.    | «Zocacola»                         | 2:47     |  |
| 3.    | «Fanky»                            | 4:44     |  |
| 4.    | «No me verás en el subte»          | 5:05     |  |
| 5.    | «Ella es bailarina»                | 2:57     |  |
| 6.    | «Anhedonia»                        | 4:23     |  |
| 7.    | «Suicida»                          | 3:16     |  |
| 8.    | «Fantasy»                          | 3:02     |  |
| 9.    | «A punto de caer» (García/Cantilo) | 3:03     |  |
| 10.   | «Shisyastawuman»                   | 4:30     |  |
| 37:16 |                                    |          |  |

## Músicos
- Charly García: voz principal y coros, guitarra rítmica, bajo y sintetizadores
- Carlos Alberto García López: guitarra principal
- Hilda Lizarazu: pandereta y coros.
- Fernando Lupano: bajo.
- Fabián Quintiero: sintetizadores y órgano.
- Fernando Samalea: batería y caja de ritmos.
- Alfi Martins: sintetizadores y sampler.

## Invitados
- Fabiana Cantilo: voz en «A punto de caer».
- Claudio Gabis: guitarra en «A punto de caer».
- Mario Serra: batería en «Anhedonia».
- L. Shankar: violín en «No me verás en el subte».
- Herbert Vianna: voz en «Zocacola».